# 日本プロ麻雀棋士会
日本プロ麻雀棋士会（にほんプロマージャンきしかい）は、競技麻雀のプロ団体。1997年に設立された「日本麻雀愛好クラブ」が前身。 会長は高橋純子。団体の理念は「固定観念にとらわれず、若い打ち手による麻雀理論の発展を目指す」ことにある。

## 在籍メンバー
- 会長
  - 高橋 純子
- 副会長
  - 山本 篤史
- 理事
  - 山岡 紘行・鈴木 悟
- 選手/会員
  - 山本 篤史
  - ピエール東郷(東郷茂明)
  - 川浪 亮
  - 鈴木 悟
  - 佐々木秀樹
  - 木間塚 隆
  - 大川戸 浩
  - 二萬 章吾
  - 卸月 ミエ
  - 竹中 誠
  - 合沢萌
- 休場中選手
  - 山岡 紘行
  - 門馬 一史
  - shiwori
  - 杉本 悦子

## 主催タイトル戦

### 愛翔位戦
2000年から開始された団体内のリーグ戦。日本プロ麻雀棋士会登録選手のうち愛翔位戦会員で年間10節（1節4戦）計40回戦を行い、上位4名が10回戦で優勝者を決定する。 第10期からは他団体のプロ数名が招待選手として特別参加。
- 第1期優勝・山岡紘行
- 第2期優勝・山岡紘行
- 第3期優勝・佐藤慶一
- 第4期優勝・鈴木たろう
- 第5期優勝・二見大輔
- 第6期優勝・ピエール東郷
- 第7期優勝・福田征史
- 第8期優勝・小林英夫
- 第9期優勝・川浪亮
- 第10期優勝・依田暢久
- 第11期優勝・(不明)
- 第12期優勝・福田征史
- 第13期優勝・ピエール東郷

### 棋聖戦
2004年に創設されたタイトル戦。日本プロ麻雀棋士会会員のほか、他のプロ団体や一般からも参加者を募って開催されるリーグ戦。
- 第1期優勝・岩沢和利
- 第2期優勝・平野智一
- 第3期優勝・平野智一

### 優駿杯
日本プロ麻雀棋士会会員のほか、他のプロ団体や一般からも参加者を募って開催されるタイトル戦。トーナメント戦。

## ゲーム
- 「日本プロ麻雀棋士会監修 プロになる麻雀DS」（ニンテンドーDS用ソフト）